# Marie Michelsen
Marie Michelsen, född 1851, död 1937, var en norsk paraplyfabrikör och kommunpolitiker. Hon satt i stadsfullmäktige i Bergen 1902-1904. Hon en av de sex första kvinnliga stadsfullmäktige i Bergen.